# Kecamatan Kaur Utara
Kecamatan Kaur Utara (indonesiska: Kaur Utara) är ett distrikt i Indonesien.   Det ligger i provinsen Bengkulu, i den västra delen av landet, 400 km väster om huvudstaden Jakarta.